# Эландское сражение (1676)
Э́ландское сраже́ние (швед. Slaget vid Ölands södra udde) — морское сражение датско-шведской войны 1675—1679 годов, произошедшее 1 июня 1676 года к югу от острова Эланд в Балтийском море. Сражение окончилось победой объединённого датско-голландского флота.

## Перед сражением
После окончания сражения у Борнхольма флот союзников находился на якоре в Фальстербу, ожидая прибытия подкрепления из Копенгагена, которое в числе шести датских и трёх голландских кораблей под командованием Корнелиуса Тромпа прибыло 28 мая. В то же самое время Карл XI по совету Класа Угглы и Хенрика Горна отдал приказ своему флоту сменить местоположение в район Стокгольма, дабы иметь преимущество в случае повторного сражения. Рано утром 30 мая с сильным юго-западным ветром оба флота снялись с якорей. Датчане взяли курс на восток, а шведы на северо-восток.

## Ход сражения
Встреча флотов произошла утром 1 июня 1676 года у побережья Эланда. Авангард датчан под командованием адмирала Юэля обнаружил шведский флот, идущий курсом на северо-восток вдоль восточного берега острова. Юэль направил колонну своего отряда между берегом Эланда и идущим в строе кильватера шведским флотом. Такое решение было достаточно смелым, так как корабли датчан оказывались зажатыми в «коридоре» шириной менее 5 миль между опасным скалистым берегом и шведами, имевшими перевес в артиллерии, однако оно давало при сильном западном ветре наветренное положение, что обеспечивало лучшие возможности атакующего манёвра. При этом под берегом волнение моря было более слабым, что облегчало ведение огня. В то же время на некоторых шведских кораблях, идущих мористее, команды стали закрывать пушечные порты нижних палуб, чтобы не допустить их заливания волной.

Схема Эландского сражения, 1 июня 1676 г.

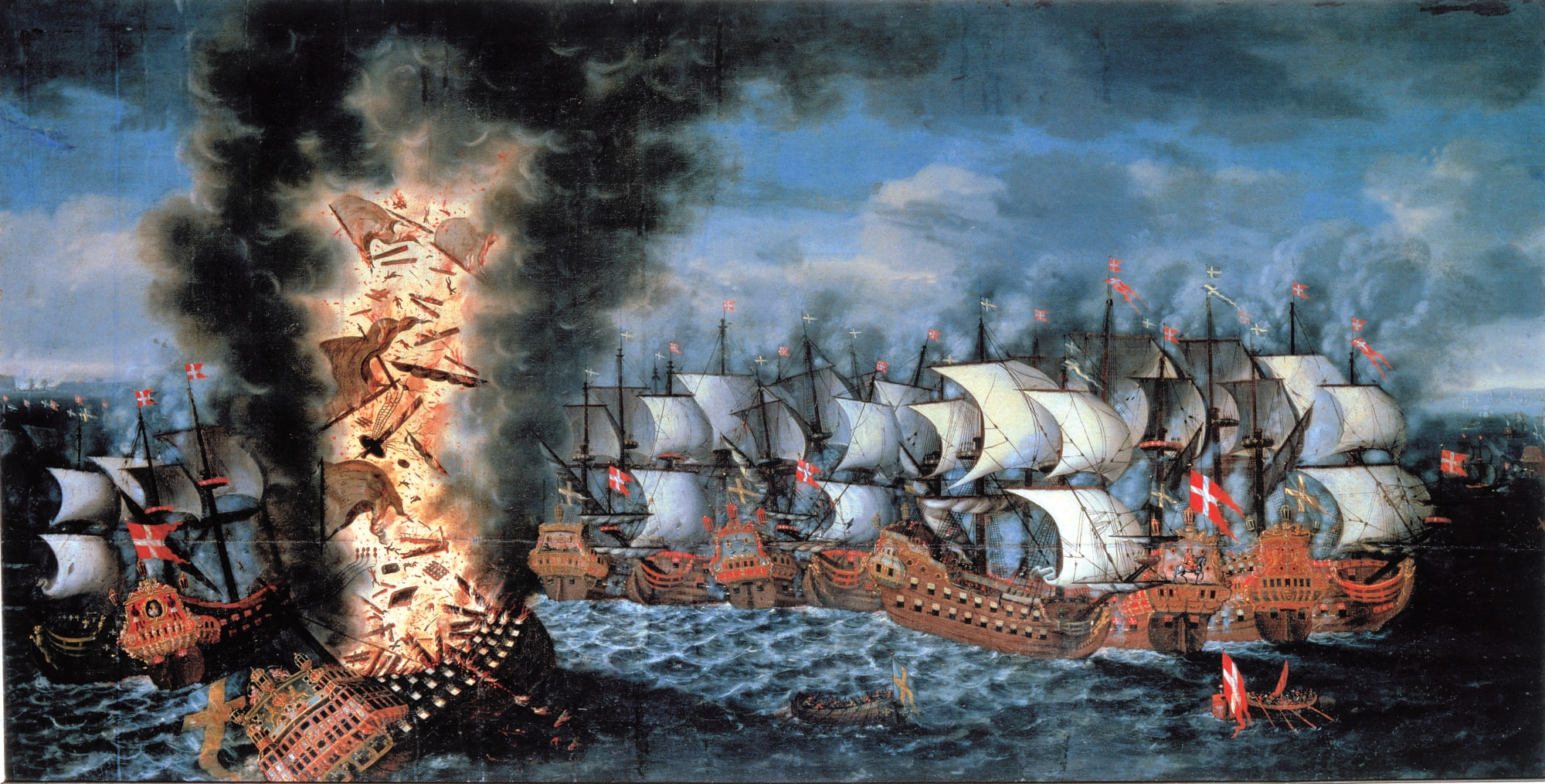
Взрыв шведского флагманского корабля «Stora Kronan» во время Эландской битвы (Картина 1686 года)

Сражение началось приблизительно в 11 часов утра, когда передовые силы датчан поравнялись с головными кораблями шведов и Юэль, державший флаг на 76-пушечном корабле «Churprinds», дал сигнал открыть огонь орудиями правого борта. Из-за поспешности действий датского авангарда между ним и основными силами датско-голландского флота под командованием адмирала Тромпа образовался опасный разрыв. Шведский командующий Кройц попытался разделить силы противника, для чего решил направить в разрыв строя союзников всю свою кордебаталию, причём сделать это как можно быстрее, так как главные силы Тромпа были уже на подходе. Задуманный тактически верно манёвр из-за плохого распознания сигналов флагмана шведскими капитанами был выполнен неудачно и слишком поспешно, и шведские корабли начали выполнять поворот «все вдруг» навстречу датско-голландскому флоту. При этом флагманский корабль шведов «Stora Kronan» оказался повёрнут боком к ветру под всеми парусами. Корабль резко накренился на правый борт настолько, что начал, по словам уцелевших свидетелей, принимать воду через незакрытые порты нижней пушечной палубы. Вероятно, этот чрезмерный крен вызвал смещение грузов на палубах и укладки в пороховых погребах с последующим воспламенением пороха, что привело к мощному взрыву. Корабль быстро затонул, погибли 758 из 800 членов команды, включая адмирала Крёйца.
Лишённый командования шведский флот потерял строй. Одни корабли пытались совершать поворот по приказу погибшего флагмана, другие продолжали идти на север. Шведский линейный корабль «Svärdet», на котором держал свой флаг следующий по старшинству командующий адмирал Уггла, следовал сразу за погибшим «Stora Kronan» и был вынужден отклониться к востоку, чтобы избежать столкновения с горящими обломками. Этот манёвр был воспринят частью командиров шведского флота как сигнал к отступлению, что внесло ещё большую сумятицу. Уггла приказал замедлить ход, намереваясь собрать к себе рассеянные силы флота и навести порядок, однако это привело лишь к отрыву его от остальных кораблей. Прежде чем новый командующий смог восстановить управление, главные силы Тромпа нагнали отряд Юэля и вступили в бой.
Адмирал Тромп, находившийся на датском 86-пушечном корабле «Christianus Quintus», в полной мере воспользовался возможностями, предоставленными неразберихой во флоте противника. Он отдал приказ сосредоточить огонь на втором шведском флагмане. «Tre Lover», «Churprinds» и «Christianus Quintus», пользуясь преимуществом по ветру, охватили отставший «Svärdet» и начали его массированный обстрел. Пытавшиеся прийти на выручку своему флагману шведские корабли имели худшее положение относительно ветра и не добились успеха. После полуторачасового боя получивший множественные повреждения «Svärdet» спустил флаг, что являлось сигналом о сдаче. Тем не менее голландский брандер «t' Hoen», по-видимому, не разобрав сигнала, поджёг его. Начавшийся на борту пожар привёл к взрыву пороховых погребов, в результате чего «Svärdet» затонул, адмирал Уггла и большинство членов команды погибли. Из трёх пытавшихся прийти ему на помощь кораблей только «Hieronymus» смог уйти с повреждениями, два других — «Neptunus» и «Jernvag» были взяты на абордаж.

## Результаты
После гибели обоих флагманов оставшиеся без руководства шведские капитаны начали выводить свои корабли из боя. Выигравшие более выгодное положение относительно ветра союзники имели лучшую возможность для маневрирования и могли продолжительное время держать отступающего противника под обстрелом. Шведы потеряли ещё 3 корабля и 5 были вынуждены выброситься на мель, чтобы избежать затопления. Датско-голландский флот потерь не понёс, хотя некоторые корабли получили серьёзные повреждения.

## Участвовавшие корабли
| Союзный флот Дания Нидерланды |        |                                                 |
| Имя корабля                   | Орудия | Примечания                                      |
| Авангард                      |        |                                                 |
| Churprinds                    | 76     | флаг Н. Юэля                                    |
| Anna Sofia                    | 56     |                                                 |
| Christianus IV                | 56     |                                                 |
| Gyldenlove                    | 54     |                                                 |
| Nelleblad                     | 54     |                                                 |
| København                     | 50     |                                                 |
| Lindorm                       | 50     |                                                 |
| Delmenhorst                   | 46     |                                                 |
| Anthonette                    | 34     |                                                 |
| Hummer                        | 34     |                                                 |
| Svenske Charitas              | 32     |                                                 |
| Центр                         |        |                                                 |
| Christianus V                 | 86     | флаг командующего К. Тромп                      |
| Enighed                       | 62     |                                                 |
| Fredericus III                | 60     |                                                 |
| Tre Lover                     | 60     |                                                 |
| Oostergo                      | 60     | голландский                                     |
| Charlotta Amalia              | 54     |                                                 |
| Christiania                   | 54     |                                                 |
| Campen                        | 40     | голландский                                     |
| Frisia                        | 36     | голландский                                     |
| Havmand                       | 34     |                                                 |
| Havfru                        | 24     |                                                 |
| Spraglede Falk                | 16     |                                                 |
| Арьергард                     |        |                                                 |
| Waesdorp                      | 68     | голландский                                     |
| Justina                       | 64     | голландский                                     |
| Delft                         | 62     | голландский                                     |
| Gideon                        | 60     | голландский                                     |
| Dordrecht                     | 46     | голландский                                     |
| Ackerboom                     | 44     | голландский                                     |
| Noortholland                  | 44     | голландский                                     |
| Caleb                         | 40     | голландский                                     |
| Utrecht                       | 38     | голландский                                     |
| Hvide Falk                    | 28     |                                                 |
| Loss                          | 28     |                                                 |
| Швеция                        |        |                                                 |
| Имя корабля                   | Орудия | Примечания                                      |
| Stora Kronan                  | 124    | флаг Л. Кройца — Перевернулся и взорвался       |
| Svärdet                       | 94     | флаг К. Углы — Загорелся и взорвался            |
| Äpplet                        | 86     | налетел на камень и затонул                     |
| Nyckeln                       | 84     |                                                 |
| Solen                         | 74     | Повреждён                                       |
| Mars                          | 72     | Повреждён?                                      |
| Jupiter                       | 70     |                                                 |
| Hieronymus                    | 64     | Повреждён                                       |
| Merkurius                     | 64     | Повреждён                                       |
| Saturnus                      | 64     |                                                 |
| Venus                         | 64     | Повреждён                                       |
| Wrangel                       | 60     |                                                 |
| Riga                          | 54     |                                                 |
| Wismar                        | 54     |                                                 |
| Göteborg                      | 48     |                                                 |
| Spes                          | 48     |                                                 |
| Svenska Lejonet               | 48     |                                                 |
| Abraham                       | 44     |                                                 |
| Flygande Varg                 | 44     |                                                 |
| Neptunus                      | 44     | Захвачен                                        |
| Fredrika Amalia               | 34     |                                                 |
| Trumslagare                   | 34     | Сел на мель после сражения                      |
| Konung David                  | 32     |                                                 |
| Sundsvall                     | 32     |                                                 |
| Salvator                      | 30     |                                                 |
| Nordstjärnan                  | 28     |                                                 |
| Perla                         | 28     |                                                 |
| Järnvågen                     | 24     | Захвачен                                        |
| Uttern                        | 24     |                                                 |
| Sol                           | 54     | торговый корабль?? — Сел на мель после сражения |
| Enhorn                        | 16     | торговый корабль??                              |
| Ekhorre                       | 8      | торговый корабль??                              |
| Rodkrita                      |        | брандер — Затоплен экипажем                     |